# Стаичево
Стаичево (серб. Стајићево) — населённый пункт в Сербии, в Воеводине, Средне-Банатском округе, общине Зренянин.

## Население
В селе проживает 1999 жителей, из которых совершеннолетних 1599. Средний возраст — 38,8 года (мужчины — 37,6 года, женщины — 40,0 года). В населённом пункте 627 домохозяйств, среднее число членов в которых — 3,19 (данные переписи 2002 года).